# Barbecke (Ruhr)
Die Barbecke ist ein Bach in Hattingen, der linksseitig in die Ruhr mündet. Sie fließt südöstlich von Niederwenigern. Sie verläuft unter anderem an der Langen Straße. Sie entleert an der Straße Am Kempel in die Ruhr.
An der Barbecke wurde einstmals der Stollen Freundschaft in der Berg getrieben.